# Epidemia de peste en Malta de 1592–1593
La epidemia de peste en Malta de 1592-1593 fue una epidemia de peste (en maltés: pesta) en la isla de Malta, entonces gobernada por la Orden de San Juan. Ocurrió en tres olas entre junio de 1592 y septiembre de 1593, durante la segunda pandemia de peste, y causó aproximadamente 3000 muertes, lo que representó alrededor del 11% de la población. La enfermedad fue importada a Malta por galeras toscanas que habían capturado embarcaciones de Alejandría. En 1593, la Orden solicitó ayuda a Sicilia para hacer frente a la epidemia, y las medidas adoptadas fueron eficaces para contener la peste.

## Contexto
En el momento del brote, Malta estaba gobernada por la Orden de San Juan. Algunas fuentes afirman que la peste se introdujo en Malta alrededor de 1575, pero hay registros de brotes de la enfermedad en Malta antes de la llegada de la Orden. Las epidemias se habían producido en 1427-1428 y 1523, con esta última confinada a la ciudad de Birgu.

## Epidemia
La epidemia de peste que comenzó en 1592 llegó a Malta indirectamente desde Alejandría, en Egipto, gobernado por los otomanos. Cuatro galeras del Gran Ducado de Toscana o de la Orden de San Esteban habían capturado dos embarcaciones de Alejandría, y habían tomado consigo su carga y unos 150 cautivos turcos. Mientras se dirigía a Malta, un brote de la plaga comenzó a bordo de los barcos, matando a 20 miembros de la tripulación. Las galeras llegaron a Malta el 7 de mayo de 1592.
La peste se extendió en Malta en varias olas, la primera de las cuales comenzó en junio de 1592. Cuando se produjo el brote, inicialmente se confundió con una enfermedad venérea. La epidemia disminuyó en septiembre, pero una segunda ola comenzó en noviembre. Esto había disminuido en enero de 1593, y se creía que la epidemia había terminado. Una tercera y última ola comenzó en marzo de 1593, y esta fue la más severa y se extendió rápidamente por toda la isla. El brote finalmente terminó en septiembre de 1593.

### Medidas de contención
En 1592, la Infermeria delle Schiavi de Birgu, un hospital para esclavos de galeras que previamente había albergado la Sacra Infermeria antes de su traslado a La Valeta en 1575, se convirtió en un hospital de aislamiento. Cuando la epidemia estaba en declive a principios de 1593, sus pacientes fueron trasladados a una casa privada y el hospital temporal fue cerrado en febrero.
Después de que el brote se volvió más grave en marzo, el Gran Maestro Hugues Loubenx de Verdalle solicitó ayuda al Virrey de Sicilia, quien envió al Pietro Parisi de Trapani, un médico que tenía experiencia con enfermedades contagiosas. A su llegada el 15 de mayo, tomó el control de lidiar con el brote junto con los Comisionados de Salud y el médico maltés Gregorio Mamo. Se estableció un hospital de aislamiento temporal en la isla en el puerto de Marsamxett conocido como isolotto (que más tarde se conoció como la isla manoel). 900 casos sospechosos y confirmados fueron enviados allí, y se mantuvieron separados el uno del otro. Al resto de la población se le dijo que se aislara en sus propias casas, y sólo una persona por familia podía salir diariamente a hacer mandados. Estas medidas se aplicaron con duras penas, incluyendo flagelación y muerte.
Lugares de lavado cerca del mar se establecieron en La Valeta, Birgu y Senglea permitiendo que los casos sospechosos se lavan en un intento de purificarse a sí mismos y su ropa. Las paredes de las casas con casos confirmados o sospechosos de la enfermedad fueron lavadas con agua de mar y blanqueadas con cal, y se lo llevaron a cabo medidas similares en los cementerios. En la capital, los perros fueron asesinados, pero los gatos no, ya que eran vistos como útiles para controlar la población de ratas, a pesar de que en ese momento no se sabía que las ratas eran la causa de la enfermedad.
La epidemia comenzó a disminuir en junio de 1593, y se intentó purificar la isla para eliminar cualquier rastro de la enfermedad que pudiera haber quedado. El hospital temporal fue demolido en octubre de 1593, y el pratique fue concedido en enero de 1594.

## Impacto

### Número de muertos e impacto demográfico
Se cree que la cifra de muertos por la epidemia es de unas 3.000 personas, lo que representó el 11% de la población de las islas.
Varias aldeas pequeñas o aldeas perdieron la mayoría de sus poblaciones durante la epidemia, y más tarde fueron abandonadas o absorbidas en asentamientos cercanos.

### Cementerios
Durante la plaga de 1592-1593, los fallecidos no fueron enterrados en iglesias, sino en cementerios de peste extramuros que fueron especialmente establecidos para hacer frente a la epidemia. Este fue el primer caso registrado en que tales cementerios se establecieron en Malta, y también se establecerían otros similares en brotes importantes posteriores de la enfermedad, como en 1675-1676 y 1813-1814.

## Consecuencias
La peste estalló de nuevo en Malta en 1623, aunque este brote fue mucho menor que la epidemia de 1592-1593. El brote comenzó en el hogar del director general de Sanidad del Puerto, y es posible que haya sido causado por el manejo de la basura de la epidemia anterior. Se tomaron medidas estrictas y el brote de 1623 se contuvo con sólo 40 muertes. Otros dos brotes se producirían en Malta, gobernada por los hospitales, un brote limitado en 1655 que mató a 20 personas y una epidemia masiva en 1675-1676 que mató a unas 11.300 personas, una parte considerable de la población de la isla.
En el siglo XVII, un Lazzaretto permanente fue construido en el Isolotto, en el sitio del hospital temporal de la peste de 1592-1593.